# Psylliodes fusiformis
Psylliodes fusiformis es una especie de insecto coleóptero de la familia Chrysomelidae.
Fue descrita científicamente en 1807 por Illiger.